# Replay (Shinee)
Replay (coreano: 누난 너무 예뻐; Older Girl Is So Pretty) è l'EP di debutto della boy band sudcoreana Shinee, pubblicato il 22 maggio 2008 dall'etichetta SM Entertainment. L'EP ha debuttato al 10º posto delle classifiche musicali coreane e ha raggiunto la posizione numero 8, vendendo 17 957 copie nella prima metà del 2008. Il brano Noona Neomu Yeppeo (Replay) è stato estratto come singolo promozionale.

## Tracce
1. 누난 너무 예뻐 (Replay) (Noona, You're So Pretty) – 3:35 (testo: Young H. Kim (Xperimental Production) – musica: Jason Pennock, Tchaka Diallo, Jack Kugell)
2. In My Room – 4:47 (testo: Young H. Kim (Xperimental Production) – musica: Kater D, Kim Tae Sung (Xperimental Production))
3. Real – 3:33 (testo: Kim Jung Bae – musica: Kenzie)
4. 사.계.한 (Love Should Go On) (Sa.Gye.Han) – 3:08 (testo: Lee Yun Jae – musica: Lee Yun Jae)
5. 누난 너무 예뻐 (Replay) (Boom Track) – 4:28 (testo: Young H. Kim (Xperimental Production) – musica: Jason Pennock, Tchaka Diallo, Jack Kugell)